# Centaurea redempta
Centaurea redempta — вид квіткових рослин родини айстрових (Asteraceae). Ендемік грецьких островів (Крит, Кітіра, острів Іон).

## Середовище
Населяє скелясті схили.

## Морфологічна характеристика
Це багаторічник 10–30 см заввишки. Листки павутинно-волосисті, нижні листки черешкові, перистороздільні, сегменти яйцювато-ланцетні, лопатеві. Обгортка 3–4 см, куляста, придатки чорні. Квіточки темно-пурпурові. Період цвітіння: літо.